# Prosopocera pujoli
Prosopocera pujoli là một loài bọ cánh cứng trong họ Cerambycidae.